# Canhabaque
Canhabaque (en portugués: ilha de Canhabaque) también llamada  Roxa, es una isla en el este del archipiélago de Bissagos que pertenece a Guinea-Bissau. La isla está casi completamente cubierta de bosques de manglares. En la isla hay 19 pueblos, de los cuales Inorei es el más grande. Cada pueblo se considera como una unidad social independiente.
Los aldeanos de Inorei consideran los alrededores de la aldea junto a algunas islas más pequeñas como parte de su territorio, incluidos los Islotes dos Porcos (Egubane, Anchurupi, Porco) a unos tres kilómetros al norte de Canhabaque.
Entre 1925 y 1936, ocurrió aquí la última rebelión contra el dominio colonial portugués, siendo esta duramente reprimida. La masacre de 1936 costó 35 muertos y 127 heridos entre los habitantes de la isla. 1500 tropas coloniales portuguesas ocuparon la isla, los hombres fueron encarcelados, mujeres y niños huyeron a las islas circundantes.